# 原子力規制委員会 (日本)
原子力規制委員会（げんしりょくきせいいいんかい、英語: Nuclear Regulation Authority、略称: NRA）は、日本の行政機関の一つ。原子力利用における安全確保を図るため必要な施策を策定・実施する環境省の外局である。
委員会の事務局として原子力規制庁が、施設等機関として原子力安全人材育成センターが、それぞれ置かれる。

## 概要
2011年（平成23年）3月11日に東京電力福島第一原子力発電所で発生した福島第一原子力発電所事故は、原子力発電を推進する「資源エネルギー庁」と規制する「原子力安全・保安院」が同じ経済産業省の中にあるため、同じ官僚が省内の異動によって、推進と規制を往復する人事交流が漫然と行われ、規制対象である電力会社に天下りした退職者が規制行政に公然と干渉するなど、規制機関が監査機能の役割を果たしていなかったことが、原因の一つと考えられた。
この反省に基づき、環境省に新たに外局として、原子力規制に関わる部署を設け、原子力安全・保安院と内閣府原子力安全委員会等、原子炉施設等の規制・監視に関わる部署をまとめて移管することが検討された。
議論の過程では内閣府の下に規制機関を新設する案や、より独立性の高い国家行政組織法3条に基づく委員会（行政委員会、三条委員会）とする案なども検討されたが、環境省の外局として「原子力安全庁」を新設する案が採用された。
規制機関を環境省に新設する案が採用された理由としては、2011年（平成23年）8月に制定された放射性物質汚染対処特措法に基づき、原発事故で放出された放射性物質（事故由来放射性物質）による環境の汚染への対処に関する施策を環境省が所管するなど、「原子力の安全の確保に関する規制の一元化の観点」が挙げられる。法案では、新設機関の名称は「原子力規制庁」とされ、2012年（平成24年）1月31日に第180回国会（通常会）に提出された。法案の担当部局は、内閣官房原子力安全規制組織等改革準備室であるが、法案の付託先は、環境委員会とされた。
2012年（平成24年）6月半ばには衆議院での審議が進み、自由民主党・無所属の会および公明党が同年4月に提出した原子力規制委員会設置法案と併せて、民主党・無所属クラブ、自由民主党・無所属の会および公明党の三会派共同提案の成立に協力することで一致し、新たに原子力規制委員会設置法案が衆議院環境委員長から提出された。同法案は、環境省の外局として原子力規制委員会を置き、同委員会の事務局として原子力規制庁を置くことや、同委員会を国家行政組織法3条2項の委員会（三条委員会と呼ばれる行政委員会）として独立性を高めることなどを定めた。同法案は同年6月15日に衆議院で可決、同年6月20日に参議院で可決され、同年6月27日に公布された。
2012年（平成24年）9月19日、野田佳彦内閣総理大臣は、原子力緊急事態宣言発令中の例外規定（設置法附則2条3項）に基づき、衆参各議院の同意を得ずに委員長および委員を任命して、原子力規制委員会は発足した。その後、同人事は、2013年（平成25年）2月14日に衆議院、翌15日に参議院の同意をそれぞれ得た。
2014年（平成26年）3月1日、独立行政法人原子力安全基盤機構を統合。
2020年度以降に、旧日本郵政本社に移転する事が決定している
が、改修工事を行う為、移転時期は2025年度までずれ込んでいる。

## 組織

### 原子力規制委員会
原子力規制委員会は環境省の外局として設置される機関である（原子力規制委員会設置法2条）。同委員会は国家行政組織法3条2項に基づいて設置される三条委員会と呼ばれる行政委員会で、内閣からの独立性は高い（法2条、5条）。
原子力規制委員会は委員長および委員4人をもって組織される（6条1項）。委員長および委員は、人格が高潔であって、原子力利用における安全の確保に関して専門的知識および経験並びに高い識見を有する者のうちから、両議院の同意を得て内閣総理大臣が任命する（法7条1項）。また、委員長はその任免を天皇が認証する認証官である（同条2項）。委員長および委員の任期は5年で、再任されることができる（法8条1項2項）。一般的な欠格事項のほか、「原子力にかかる製錬、加工、貯蔵、再処理もしくは廃棄の事業を行う者、原子炉を設置する者、外国原子力船を本邦の水域に立ち入らせる者、もしくは核原料物質、もしくは核燃料物質の使用を行う者、またはこれらの者が法人であるときはその役員（いかなる名称によるかを問わず、これと同等以上の職権又は支配力を有する者を含む）、もしくはこれらの者の使用人その他の従業者」に該当する者は委員長または委員となることができない（法7条7項）。
2012年（平成24年）、野田内閣が最初の委員長および委員を選任する際には、設置法に定める要件に加えて、設置法の附帯決議の内容を踏まえた「原子力規制委員会委員長及び委員の要件について」（平成24年7月3日）とするガイドラインも参照して、人選に当たった。しかし、2014年（平成26年）、任期満了を迎える2委員に替わって新たな委員を選任するに際して、第2次安倍内閣では同ガイドラインを考慮せず、また、新たなガイドラインを制定する予定もないことを明らかにした。

#### 委員長・委員
|   | 期間                                              | 氏名                | 氏名                    | 氏名     | 氏名       | 氏名     |
| - | ------------------------------------------------- | ------------------- | ----------------------- | -------- | ---------- | -------- |
| 1 | 2012年（平成24年）9月19日 - 2014年（平成26年）9月 | 田中俊一 （委員長） | 島﨑邦彦 （委員長代理） | 更田豊志 | 中村佳代子 | 大島賢三 |
| 2 | 2014年（平成26年）9月 - 2015年（平成27年）        | 田中俊一 （委員長） | 更田豊志 （委員長代理） | 田中知   | 中村佳代子 | 石渡明   |
| 3 | 2015年（平成27年） - 2017年（平成29年）           | 田中俊一 （委員長） | 更田豊志 （委員長代理） | 田中知   | 伴信彦     | 石渡明   |
| 4 | 2017年（平成29年） - 2019年（平成31年／令和元年） | 更田豊志 （委員長） | 田中知 （委員長代理）   | 山中伸介 | 伴信彦     | 石渡明   |
| 5 | 2019年（平成31年／令和元年） - 2020年（令和2年）  | 更田豊志 （委員長） | 田中知 （委員長代理）   | 山中伸介 | 伴信彦     | 石渡明   |
| 6 | 2020年（令和2年） - 2022年（令和4年）             | 更田豊志 （委員長） | 田中知 （委員長代理）   | 山中伸介 | 伴信彦     | 石渡明   |
| 7 | 2022年（令和4年） - 2024年（令和6年）             | 山中伸介 （委員長） | 田中知 （委員長代理）   | 杉山智之 | 伴信彦     | 石渡明   |
| 8 | 2024年（令和6年） -                               | 山中伸介 （委員長） | 伴信彦 （委員長代理）   | 杉山智之 | 長﨑晋也   | 山岡耕春 |

歴代の委員長・委員
| 氏名       | 画像 | 前職等 | 任命年月日                | 退任年月日                | 任命時の内閣         | 備考                        |
| ---------- | ---- | --- | ------------------------- | ------------------------- | -------------------- | --------------------------- |
| 田中俊一   |      | 工学者（原子炉工学）、元原子力委員会委員長代理、 元日本原子力研究所副理事長、元日本原子力学会会長                           | 2012年（平成24年）9月19日 | 2017年（平成29年）9月22日 | 野田内閣（2改）      | 初代委員長                  |
| 島﨑邦彦   |      | 地震学者、東京大学名誉教授、 元東京大学地震研究所長、元日本地震学会会長、元地震予知連絡会会長                               | 2012年（平成24年）9月19日 | 2014年（平成26年）9月18日 | 野田内閣（2改）      | 初代委員長代理              |
| 更田豊志   |      | 工学者（原子炉安全工学、核燃料工学）、 日本原子力研究開発機構原子力基礎工学研究部門副部門長                                 | 2012年（平成24年）9月19日 | 2022年（令和4年）9月25日  | 野田内閣（2改）      | 第2代委員長代理 第2代委員長 |
| 中村佳代子 |      | 放射線医学者、日本アイソトープ協会プロジェクトチーム主査、 元慶應義塾大学医学部放射線科専任講師                             | 2012年（平成24年）9月19日 | 2015年（平成27年）9月18日 | 野田内閣（2改）      |                             |
| 大島賢三   |      | 外交官、元国連大使、元国連事務次長                                                                                          | 2012年（平成24年）9月19日 | 2014年（平成26年）9月18日 | 野田内閣（2改）      |                             |
| 田中知     |      | 原子力工学者、東京大学大学院教授、 総合資源エネルギー調査会総合部会基本問題委員会委員、元日本原子力学会会長                 | 2014年（平成26年）9月19日 | 2024年 (令和6年)9月18日   | 第2次安倍内閣        | 第3代委員長代理             |
| 石渡明     |      | 地質学者、東北大学教授、 米国地質学会フェロー、元日本地質学会会長                                                           | 2014年（平成26年）9月19日 | 2024年 (令和6年) 9月18日  | 第2次安倍内閣        |                             |
| 伴信彦     |      | 医学者、東京医療保健大学東が丘・立川看護学部教授、 日本保健物理学会「暮らしの放射線Q&A活動委員会」委員長                    | 2015年（平成27年）9月19日 |                           | 第2次安倍内閣        | 第4代委員長代理             |
| 山中伸介   |      | 工学者（原子力工学、核燃料工学）、大阪大学大学院工学研究科教授・理事・副学長                                                | 2017年（平成29年）9月22日 |                           | 第3次安倍内閣（2改） | 第3代委員長                 |
| 杉山智之   |      | 工学者（原子力安全工学、熱工学）、日本原子力研究開発機構安全研究・防災支援部門 安全研究センター原子炉安全研究ディビジョン長 | 2022年（令和4年）9月21日  |                           | 第2次岸田内閣        |                             |
| 長﨑晋也   |      | 工学者（原子力工学）、マクマスター大学工学部工学物理学科教授                                                                | 2024年（令和6年）9月19日  |                           | 第2次岸田内閣（2改） |                             |
| 山岡耕春   |      | 地震学・火山学者、名古屋大学大学院環境学研究科長                                                                            | 2024年（令和6年）9月19日  |                           | 第2次岸田内閣（2改） |                             |

### 審議会等
原子力規制委員会には次の審議会などが置かれる。
- 原子炉安全専門審査会
- 核燃料安全専門審査会
- 放射線審議会
- 国立研究開発法人審議会

### 原子力規制庁
原子力規制委員会にはその事務局として原子力規制庁が置かれる（法27条1項および同条2項）。原子力規制庁には事務局長として原子力規制庁長官が置かれる（同条3項および4項）。
原子力規制委員会の内部組織は一般的に、法律の原子力規制委員会設置法、政令の原子力規制委員会組織令および原子力規制委員会規則の原子力規制委員会組織規則が階層的に規定している。

#### 内部部局
- 長官
- 次長
- 原子力規制技監
- 長官官房
  - 緊急事態対策監
  - 核物質・放射線総括審議官
  - 審議官 (2人)
  - 政策立案参事官
  - サイバーセキュリティ・情報化参事官（併）公文書監理官
  - 総務課
    - 監査・業務改善推進室
    - 広報室
    - 国際室
    - 事故対処室
    - 法令審査室
    - 情報システム室

  - 人事課
  - 参事官（会計担当）
  - 参事官（法務担当）
  - 技術基盤課
  - 安全技術管理官（4人）
  - 放射線防護企画課
  - 参事官 (保障措置担当)
  - 監視情報課
    - 放射線環境対策室

  - 安全規制管理官（2人）
- 原子力規制部
  - 原子力規制企画課
    - 火災対策室

  - 安全規制管理官（7人）
  - 検査監督総括課
    - 検査評価室

#### 施設等機関
原子力安全人材育成センター

#### 幹部
原子力規制庁の幹部は以下の通りである。
- 原子力規制庁長官：金子修一
- 次長：児嶋洋平
- 原子力規制技監：市村知也
- 長官官房緊急事態対策監：森下泰
- 長官官房核物資・放射線総括審議官：古金谷俊之
- 長官官房審議官：福島健彦
- 長官官房審議官：杉本孝信
- 長官官房審議官：金城慎司
- 原子力規制部長：大島俊之

#### 歴代原子力規制庁長官
| 代 | 氏名     | 在任期間                      | 出身省庁（大学）             | 前職                               |
| -- | -------- | ----------------------------- | ---------------------------- | ---------------------------------- |
| 1  | 池田克彦 | 2012年9月19日 - 2015年7月31日 | 警察庁（京大法）             | 警視総監→ 2011.8退官               |
| 2  | 清水康弘 | 2015年7月31日 - 2017年1月6日  | 環境庁（東大教養）           | 原子力規制庁次長                   |
| 3  | 安井正也 | 2017年1月6日 - 2019年7月9日   | 通商産業省（京大院・技術）   | 原子力規制庁長官官房技術総括審議官 |
| 4  | 荻野徹   | 2019年7月9日 - 2022年6月30日  | 警察庁（東大法）             | 原子力規制庁次長                   |
| 5  | 片山啓   | 2022年7月1日 - 2025年6月30日  | 通商産業省（京大経）         | 原子力規制庁次長                   |
| 6  | 金子修一 | 2025年7月1日 -                | 通商産業省（東工大院・技術） | 原子力規制庁次長                   |

#### 地方機関
- 原子力規制事務所（22か所） - 原子力施設近郊に、原子力運転検査官、原子力防災専門官、上席放射線防災専門官などを配置。
- 地域原子力規制総括調整官（3人）（長官官房総務課所属） - 青森県青森市、福島県南相馬市、福井県敦賀市に配置。各県内に複数所在する原子力規制事務所、県その他の機関との調整を行う。
- 六ヶ所保障措置センター（青森県上北郡六ヶ所村）
- 原子力艦モニタリングセンター（3か所） - 神奈川県横須賀市、長崎県佐世保市、沖縄県うるま市に設置。

|                            | 所在地                                                                       | 対象施設 | 対象施設                                                                        |
| -------------------------- | ---------------------------------------------------------------------------- | --- | ------------------------------------------------------------------------------- |
| 泊原子力規制事務所         | 北海道岩内郡共和町南幌似141ｰ1 北海道原子力防災センター1階                    | 北海道電力 泊発電所                                                                                          | 北海道電力 泊発電所                                                             |
| 東通原子力規制事務所       | 青森県下北郡東通村大字砂子又字沢内5-35 東通村防災センター内                  | 東北電力 東通原子力発電所                                                                                    | 東北電力 東通原子力発電所                                                       |
| 東通原子力規制事務所       | 青森県下北郡東通村大字砂子又字沢内5-35 東通村防災センター内                  | 東京電力ホールディングス 東通原子力発電所（建設中）                                                          |                                                                                 |
| 東通原子力規制事務所       | 青森県下北郡東通村大字砂子又字沢内5-35 東通村防災センター内                  | 国立研究開発法人日本原子力研究開発機構 青森研究開発センターむつ事務所（関根施設）                            |                                                                                 |
| 東通原子力規制事務所       | 青森県下北郡東通村大字砂子又字沢内5-35 東通村防災センター内                  | リサイクル燃料貯蔵 リサイクル燃料備蓄センター                                                                |                                                                                 |
| 六ヶ所原子力規制事務所     | 青森県上北郡六ヶ所村大字尾駮字野附1-67 原子力防災研究プラザビル2階           | 日本原燃 | 日本原燃                                                                        |
| 六ヶ所原子力規制事務所     | 青森県上北郡六ヶ所村大字尾駮字野附1-67 原子力防災研究プラザビル2階           | 濃縮・埋設事業所加工施設（加工施設）                                                                         |                                                                                 |
| 六ヶ所原子力規制事務所     | 青森県上北郡六ヶ所村大字尾駮字野附1-67 原子力防災研究プラザビル2階           | 再処理事業所MOX燃料加工施設（加工施設）                                                                      |                                                                                 |
| 六ヶ所原子力規制事務所     | 青森県上北郡六ヶ所村大字尾駮字野附1-67 原子力防災研究プラザビル2階           | 再処理事業所（再処理施設）                                                                                   |                                                                                 |
| 六ヶ所原子力規制事務所     | 青森県上北郡六ヶ所村大字尾駮字野附1-67 原子力防災研究プラザビル2階           | 低レベル放射性廃棄物埋設センター （廃棄物埋設施設）                                                          |                                                                                 |
| 六ヶ所原子力規制事務所     | 青森県上北郡六ヶ所村大字尾駮字野附1-67 原子力防災研究プラザビル2階           | 高レベル放射性廃棄物貯蔵管理センター （廃棄物管理施設）                                                      |                                                                                 |
| 六ヶ所原子力規制事務所     | 青森県上北郡六ヶ所村大字尾駮字野附1-67 原子力防災研究プラザビル2階           | 公益財団法人核物質管理センター 六ヶ所保障措置分析所（使用施設）                                              |                                                                                 |
| 女川原子力規制事務所       | 宮城県牡鹿郡女川町浦宿浜字十二神60-46 宮城県女川オフサイトセンター1階        | 東北電力 女川原子力発電所                                                                                    | 東北電力 女川原子力発電所                                                       |
| 柏崎刈羽原子力規制事務所   | 新潟県柏崎市三和町5-48 新潟県柏崎刈羽原子力防災センター1階                   | 東京電力ホールディングス 柏崎刈羽原子力発電所                                                                | 東京電力ホールディングス 柏崎刈羽原子力発電所                                   |
| 福島第一原子力規制事務所   | 福島県南相馬市原町区萱浜字巣掛場45ｰ178 福島県南相馬原子力災害対策センター1階 | 東京電力ホールディングス 福島第一原子力発電所                                                                | 東京電力ホールディングス 福島第一原子力発電所                                   |
| 福島第二原子力規制事務所   | 福島県双葉郡楢葉町大字山田岡字仲丸1-77 福島県楢葉原子力災害対策センター1階   | 東京電力ホールディングス 福島第二原子力発電所                                                                | 東京電力ホールディングス 福島第二原子力発電所                                   |
| 東海・大洗原子力規制事務所 | 茨城県那珂郡東海村舟石川駅東1-17-1                                           | 三菱原子燃料（加工施設）                                                                                     | 三菱原子燃料（加工施設）                                                        |
| 東海・大洗原子力規制事務所 | 茨城県那珂郡東海村舟石川駅東1-17-1                                           | 原子燃料工業 東海事業所（加工施設）                                                                          |                                                                                 |
| 東海・大洗原子力規制事務所 | 茨城県那珂郡東海村舟石川駅東1-17-1                                           | 国立大学法人東京大学大学院 工学系研究科原子力専攻（東京大学原子炉「弥生」） （試験研究炉施設（廃止措置中）） |                                                                                 |
| 東海・大洗原子力規制事務所 | 茨城県那珂郡東海村舟石川駅東1-17-1                                           | 国立研究開発法人日本原子力研究開発機構                                                                       |                                                                                 |
| 東海・大洗原子力規制事務所 | 茨城県那珂郡東海村舟石川駅東1-17-1                                           | 原子力科学研究所 （試験研究炉施設、廃棄物埋設施設、使用施設）                                                |                                                                                 |
| 東海・大洗原子力規制事務所 | 茨城県那珂郡東海村舟石川駅東1-17-1                                           | 核燃料サイクル工学研究所 （再処理施設（廃止措置中）、使用施設）                                              |                                                                                 |
| 東海・大洗原子力規制事務所 | 茨城県那珂郡東海村舟石川駅東1-17-1                                           | 大洗原子力工学研究所 （試験研究炉施設、廃棄物管理施設、使用施設）                                            |                                                                                 |
| 東海・大洗原子力規制事務所 | 茨城県那珂郡東海村舟石川駅東1-17-1                                           | 公益財団法人核物質管理センター 東海保障措置センター（使用施設）                                              |                                                                                 |
| 東海・大洗原子力規制事務所 | 茨城県那珂郡東海村舟石川駅東1-17-1                                           | 日本核燃料開発（使用施設）                                                                                   |                                                                                 |
| 東海・大洗原子力規制事務所 | 茨城県那珂郡東海村舟石川駅東1-17-1                                           | MHI原子力研究開発（使用施設）                                                                                |                                                                                 |
| 川崎原子力規制事務所       | 神奈川県川崎市川崎区日ノ出1-1-6 神奈川県川崎オフサイトセンター1階            | 東芝エネルギーシステムズ                                                                                     | 東芝エネルギーシステムズ                                                        |
| 川崎原子力規制事務所       | 神奈川県川崎市川崎区日ノ出1-1-6 神奈川県川崎オフサイトセンター1階            | 原子力技術研究所（試験研究炉施設）                                                                           |                                                                                 |
| 川崎原子力規制事務所       | 神奈川県川崎市川崎区日ノ出1-1-6 神奈川県川崎オフサイトセンター1階            | 研究炉管理センター（試験研究炉施設）                                                                         |                                                                                 |
| 川崎原子力規制事務所       | 神奈川県川崎市川崎区日ノ出1-1-6 神奈川県川崎オフサイトセンター1階            | 日立製作所 王禅寺センタ試験研究炉施設（試験研究炉施設（廃止措置中））                                        |                                                                                 |
| 川崎原子力規制事務所       | 神奈川県川崎市川崎区日ノ出1-1-6 神奈川県川崎オフサイトセンター1階            | 学校法人五島育英会 東京都市大学原子力研究所（試験研究炉施設（廃止措置中））                                  |                                                                                 |
| 横須賀原子力規制事務所     | 神奈川県横須賀市日の出町1-4-7 神奈川県鎌倉三浦地域児童相談所3階              | グローバル・ニュークリア・フュエル・ジャパン（加工施設）                                                     | グローバル・ニュークリア・フュエル・ジャパン（加工施設）                        |
| 横須賀原子力規制事務所     | 神奈川県横須賀市日の出町1-4-7 神奈川県鎌倉三浦地域児童相談所3階              | 学校法人立教学院 立教大学原子力研究所（試験研究炉施設（廃止措置中））                                        |                                                                                 |
| 浜岡原子力規制事務所       | 静岡県牧之原市坂口3520-17 静岡県原子力防災センター1階                        | 中部電力 浜岡原子力発電所                                                                                    | 中部電力 浜岡原子力発電所                                                       |
| 志賀原子力規制事務所       | 石川県羽咋郡志賀町西山台2ｰ7 石川県志賀オフサイトセンター1階                  | 北陸電力 志賀原子力発電所                                                                                    | 北陸電力 志賀原子力発電所                                                       |
| 敦賀原子力規制事務所       | 福井県敦賀市金山99-11-47 福井県敦賀原子力防災センター1階                     | 日本原子力発電 敦賀発電所                                                                                    | 日本原子力発電 敦賀発電所                                                       |
| 敦賀原子力規制事務所       | 福井県敦賀市金山99-11-47 福井県敦賀原子力防災センター1階                     | 国立研究開発法人日本原子力研究開発機構                                                                       |                                                                                 |
| 敦賀原子力規制事務所       | 福井県敦賀市金山99-11-47 福井県敦賀原子力防災センター1階                     | 高速増殖原型炉もんじゅ                                                                                       |                                                                                 |
| 敦賀原子力規制事務所       | 福井県敦賀市金山99-11-47 福井県敦賀原子力防災センター1階                     | 新型転換炉原型炉ふげん                                                                                       |                                                                                 |
| 美浜原子力規制事務所       | 福井県三方郡美浜町佐田64号毛ノ鼻1-6 福井県美浜原子力防災センター1階          | 関西電力 美浜発電所                                                                                          | 関西電力 美浜発電所                                                             |
| 大飯原子力規制事務所       | 福井県大飯郡おおい町成和1-1-1 福井県大飯原子力防災センター1階                | 関西電力 大飯発電所                                                                                          | 関西電力 大飯発電所                                                             |
| 高浜原子力規制事務所       | 福井県大飯郡高浜町薗部35-14 福井県高浜原子力防災センター1階                  | 関西電力 高浜発電所                                                                                          | 関西電力 高浜発電所                                                             |
| 熊取原子力規制事務所       | 大阪府泉南郡熊取町朝代西2-1010-1 大阪府熊取オフサイトセンター1階             | 原子燃料工業 熊取事業所（加工施設）                                                                          | 原子燃料工業 熊取事業所（加工施設）                                             |
| 熊取原子力規制事務所       | 大阪府泉南郡熊取町朝代西2-1010-1 大阪府熊取オフサイトセンター1階             | 京都大学複合原子力科学研究所（試験研究炉施設）                                                               |                                                                                 |
| 熊取原子力規制事務所       | 大阪府泉南郡熊取町朝代西2-1010-1 大阪府熊取オフサイトセンター1階             | 近畿大学原子力研究所（試験研究炉施設）                                                                       |                                                                                 |
| 島根原子力規制事務所       | 島根県松江市内中原町52 島根県原子力防災センター2階                           | 中国電力 島根原子力発電所                                                                                    | 中国電力 島根原子力発電所                                                       |
| 上齋原原子力規制事務所     | 岡山県苫田郡鏡野町上齋原514-1 上齋原オフサイトセンター1階                    | 国立研究開発法人日本原子力研究開発機構 人形峠環境技術センター（加工・使用施設）                              | 国立研究開発法人日本原子力研究開発機構 人形峠環境技術センター（加工・使用施設） |
| 伊方原子力規制事務所       | 愛媛県八幡浜市北浜1-3-37 愛媛県八幡浜庁舎6階                                 | 四国電力 伊方発電所                                                                                          | 四国電力 伊方発電所                                                             |
| 玄海原子力規制事務所       | 佐賀県唐津市西浜町2-5 佐賀県オフサイトセンター1階                            | 九州電力 玄海原子力発電所                                                                                    | 九州電力 玄海原子力発電所                                                       |
| 川内原子力規制事務所       | 鹿児島県薩摩川内市神田町1-3 鹿児島県原子力防災センター2階                    | 九州電力 川内原子力発電所                                                                                    | 九州電力 川内原子力発電所                                                       |

|                                                               | 所在地                             | モニタリングポスト  | 測定項目                         |
| ------------------------------------------------------------- | ---------------------------------- | ------------------- | -------------------------------- |
| 横須賀原子力艦モニタリングセンター （横須賀港寄港の原子力艦） | 神奈川県横須賀市東逸見町1丁目14-14 | 小海(1号)局         | 空間放射線量率・海水放射線計数率 |
| 横須賀原子力艦モニタリングセンター （横須賀港寄港の原子力艦） | 神奈川県横須賀市東逸見町1丁目14-14 | 泊(2号)局           | 空間放射線量率・海水放射線計数率 |
| 横須賀原子力艦モニタリングセンター （横須賀港寄港の原子力艦） | 神奈川県横須賀市東逸見町1丁目14-14 | 楠ヶ浦(3号)局       | 空間放射線量率・海水放射線計数率 |
| 横須賀原子力艦モニタリングセンター （横須賀港寄港の原子力艦） | 神奈川県横須賀市東逸見町1丁目14-14 | 長浦(4号)局         | 空間放射線量率・海水放射線計数率 |
| 横須賀原子力艦モニタリングセンター （横須賀港寄港の原子力艦） | 神奈川県横須賀市東逸見町1丁目14-14 | かきヶ浦(5号)局     | 空間放射線量率・海水放射線計数率 |
| 横須賀原子力艦モニタリングセンター （横須賀港寄港の原子力艦） | 神奈川県横須賀市東逸見町1丁目14-14 | 小川町(6号)局       | 空間                             |
| 横須賀原子力艦モニタリングセンター （横須賀港寄港の原子力艦） | 神奈川県横須賀市東逸見町1丁目14-14 | 本町(7号)局         | 空間                             |
| 横須賀原子力艦モニタリングセンター （横須賀港寄港の原子力艦） | 神奈川県横須賀市東逸見町1丁目14-14 | 東逸見(8号)局       | 空間                             |
| 横須賀原子力艦モニタリングセンター （横須賀港寄港の原子力艦） | 神奈川県横須賀市東逸見町1丁目14-14 | 船越(9号)局         | 空間                             |
| 横須賀原子力艦モニタリングセンター （横須賀港寄港の原子力艦） | 神奈川県横須賀市東逸見町1丁目14-14 | 夏島(10号)局        | 空間                             |
| 佐世保原子力艦モニタリングセンター （佐世保港寄港の原子力艦） | 長崎県佐世保市稲荷町1-8            | 立神(1号)局         | 空間放射線量率・海水放射線計数率 |
| 佐世保原子力艦モニタリングセンター （佐世保港寄港の原子力艦） | 長崎県佐世保市稲荷町1-8            | 崎辺(2号)局         | 空間放射線量率・海水放射線計数率 |
| 佐世保原子力艦モニタリングセンター （佐世保港寄港の原子力艦） | 長崎県佐世保市稲荷町1-8            | 平瀬(3号)局         | 空間放射線量率・海水放射線計数率 |
| 佐世保原子力艦モニタリングセンター （佐世保港寄港の原子力艦） | 長崎県佐世保市稲荷町1-8            | 環境センター(4号)局 | 空間放射線量率・海水放射線計数率 |
| 佐世保原子力艦モニタリングセンター （佐世保港寄港の原子力艦） | 長崎県佐世保市稲荷町1-8            | 赤崎(5号)局         | 空間放射線量率・海水放射線計数率 |
| 佐世保原子力艦モニタリングセンター （佐世保港寄港の原子力艦） | 長崎県佐世保市稲荷町1-8            | 口木崎(6号)局       | 空間放射線量率・海水放射線計数率 |
| 佐世保原子力艦モニタリングセンター （佐世保港寄港の原子力艦） | 長崎県佐世保市稲荷町1-8            | 小庵浦(7号)局       | 空間放射線量率・海水放射線計数率 |
| 沖縄原子力艦モニタリングセンター （金武中城港寄港の原子力艦） | 沖縄県うるま市勝連平安名2884-10    | 海軍桟橋(1号)局     | 空間放射線量率・海水放射線計数率 |
| 沖縄原子力艦モニタリングセンター （金武中城港寄港の原子力艦） | 沖縄県うるま市勝連平安名2884-10    | 陸軍桟橋(2号)局     | 空間放射線量率・海水放射線計数率 |
| 沖縄原子力艦モニタリングセンター （金武中城港寄港の原子力艦） | 沖縄県うるま市勝連平安名2884-10    | 公民館(3号)局       | 空間                             |
| 沖縄原子力艦モニタリングセンター （金武中城港寄港の原子力艦） | 沖縄県うるま市勝連平安名2884-10    | 対策本部(4号)局     | 空間                             |

### 所管法人
原子力規制委員会が主管する独立行政法人は2025年4月1日現在存在しないが、文部科学省主管の量子科学技術研究開発機構について、放射線の人体への影響並びに放射線による人体の障害の予防、診断及び治療に係るものに関する事項を、文部科学省主管の日本原子力研究開発機構（JAEA）について、原子力の研究、開発及び利用における安全の確保に関する事項を、それぞれ共管している。
原子力規制委員会が主管する特殊法人は2025年4月1日現在、存在しない。
原子力規制委員会が主管する特別の法律により設立される民間法人（特別民間法人）、認可法人、地方共同法人および特別の法律により設立される法人は存在しない。

## 職務・権限

### 任務
原子力規制委員会は、国民の生命、健康及び財産の保護、環境の保全並びに我が国の安全保障に資するため、原子力利用における安全の確保を図ること（原子力にかかる製錬、加工、貯蔵、再処理及び廃棄の事業並びに原子炉に関する規制に関すること、並びに国際約束に基づく保障措置の実施のための規制、その他の原子力の平和的利用の確保のための規制に関することを含む）を任務とする（法3条）。

### 所掌事務
原子力規制委員会の所掌事務は以下の通り（法4条1項）。
- 原子力利用における安全の確保に関すること。
- 原子力に係る製錬、加工、貯蔵、再処理及び廃棄の事業並びに原子炉に関する規制その他これらに関する安全の確保に関すること。
- 核原料物質及び核燃料物質の使用に関する規制その他これらに関する安全の確保に関すること。
- 国際約束に基づく保障措置の実施のための規制その他の原子力の平和的利用の確保のための規制に関すること。
- 放射線による障害の防止に関すること。
- 放射性物質または放射線の水準の監視及び測定に関する基本的な方針の策定及び推進、並びに関係行政機関の経費の配分計画に関すること。
- 放射能水準の把握のための監視及び測定に関すること。
- 原子力利用における安全の確保に関する研究者及び技術者の養成及び訓練（大学における教育及び研究にかかるものを除く）に関すること。
- 核燃料物質その他の放射性物質の防護に関する関係行政機関の事務の調整に関すること。
- 原子炉の運転等（原子力損害の賠償に関する法律2条1項に規定する原子炉の運転等をいう）に起因する事故（原子力事故）の原因及び原子力事故により発生した被害の原因を究明するための調査に関すること。
- 所掌事務にかかる国際協力に関すること。
- 前各号に掲げる事務を行うため必要な調査及び研究を行うこと。
- 前各号に掲げるもののほか、法律（法律に基づく命令を含む。）に基づき原子力規制委員会に属させられた事務

### 勧告・報告徴求権限
原子力規制委員会は、その所掌事務を遂行するため必要があると認めるときは、関係行政機関の長に対し、原子力利用における安全の確保に関する事項について勧告し、及びその勧告に基づいてとった措置について報告を求めることができる（法4条2項）。

### 原子力規制委員会規則
原子力規制委員会は、その所掌事務について、法律若しくは政令を実施するため、又は法律若しくは政令の特別の委任に基づいて、原子力規制委員会規則を制定することができる（法26条）。
原子力規制委員会規則は、法令における優越において省令と同等である。

## 沿革
- 2012年（平成24年）
  - 1月31日 - 内閣が「原子力規制庁」の新設などを定めた環境省設置法改正案などの法案[4]を第180回国会に提出する。附則1条により2012年（平成24年）4月1日を施行期日（原子力規制庁の発足予定日）とした。
  - 2月17日 - 経済産業省が、非常勤職員の採用情報（原子力規制庁）（原子力規制庁設置前は内閣府原子力安全委員会、文部科学省または原子力安全・保安院で勤務）を募集。この採用は内閣官房原子力安全規制組織等改革準備室を問合せ先を窓口として、内閣府原子力安全委員会、文部科学省及び原子力安全・保安院と協同で実施[20]。
  - 3月14日 - 文部科学省が、「原子力規制庁」の非常勤職員（原子力規制庁設置前は文部科学省の非常勤職員として勤務）を募集[21]
  - 3月22日 - 藤村修内閣官房長官は記者会見で、年度内の法案成立と4月1日の原子力規制庁発足について、「物理的に難しい」ところではあるものの、政府としては空白期間が生じないよう法案の審議状況を踏まえつつ対応すると述べた[22]。
  - 4月20日 - 野党の自民、公明両党が、「原子力規制庁」設置関連法案への対案を衆院に提出。「原子力規制委員会」を、予算要求や人事の面で政府からの独立性の高い三条委員会として、原子力規制委員会を環境省に設置する案。規制庁を規制委の事務局とする[23]。
  - 6月12日 - 民主、自民、公明の3党が、新たな原子力規制組織の設置法案をめぐる修正協議で、原発事故時に首相の指示権を、原発事故など緊急時の首相の指示権に「規制委員会の技術的、専門的判断を覆すことはできない」と、限定的に認めることで大筋合意[24]。
  - 6月20日 - 原子力規制委員会設置法が参議院本会議で賛成多数で可決・成立し、9月までに「原子力規制委員会」が発足することに。[25]
  - 6月20日 - 日弁連が「原子力規制委員会設置法成立に対する会長声明」を発表、安全保障の追加など、複数の問題点を指摘[26]。
  - 9月11日 - 国会が閉会中のため、原子力規制委員会委員長ならびに委員を首相権限で任命。さらに、原子力規制委員会発足までの間、委員長ならびに委員の5名を内閣官房参与に任命[27]。
  - 9月19日 - 正式に発足。
- 2013年
  - 2月1日 - 名雪哲夫審議官が、敦賀原子力発電所の活断層調査に関する報告書原案を、原子力規制委員会調査団の評価会合の前に日本原子力発電側に渡していた事が判明。訓告処分の上更迭、出身の文部科学省へ出向となる[28]。
  - 2月15日 - 委員長および委員は前日の衆院と参院の国会同意人事の採決で同意された。
- 2014年
  - 3月1日 - 原子力安全基盤機構を統合。
- 2020年
  - 4月1日 - 新検査制度を開始[29]。

## 原子力規制庁職員に対する規制

### ノーリターンルール
原子力規制委員会設置法の附則には、「原子力規制庁の職員については、原子力利用における安全の確保のための規制の独立性を確保する観点から、原子力規制庁の幹部職員のみならずそれ以外の職員についても、原子力利用の推進に係る事務を所掌する行政組織への配置転換を認めないこととする」という、いわゆるノーリターンルールが定められた（附則6条2項本文）。もっとも、同条項には「ただし、この法律の施行後5年を経過するまでの間において、当該職員の意欲、適性等を勘案して特にやむを得ない事由があると認められる場合はこの限りでない」（同条項ただし書き）とする例外規定が設けられている。
なお、同ルールの徹底は法案審議にあたって採択された衆議院・参議院の決議文でも求められている。
ルールの例外規定により、すでに1⁄3の職員が出向元省庁に出戻りしていることが判明した。ルールの形骸化が懸念される。

### 天下り規制
原子力規制委員会設置法の附則には、「原子力規制庁の職員については、原子力利用における安全の確保のための規制の独立性を確保する観点から、その職務の執行の公正さに対する国民の疑惑または不信を招くような再就職を規制することとするものとする」と定められた（附則6条3項）。いわゆる天下りの規制である。これは、同庁の前身である原子力安全・保安院ないし経済産業省の職員が、長年にわたって電力会社をはじめとする原子力関連企業に多数再就職したために、原子力規制機関と規制対象企業の間に過度の癒着を生じ、原子力発電所における大規模な事故発生の遠因になったと見られるからである。

## 情報公開
意思決定に関わる会議は原則として全てインターネットで生中継され、資料、議事録なども核セキュリティ上公開できないものなどを除き公式サイト上で公開される。記者会見に参加できるのは一般紙や放送局などの記者、これらのメディアに記事を提供するフリージャーナリストなどである。委員長の記者会見はもとより、原子力規制庁総務課長（報道官）による記者向けのブリーフィングもインターネットで生中継される。
一方で、政党機関紙は一般の報道機関とは異なるという理由で『しんぶん赤旗』記者の出席を断り、抗議を受けて一転、出席を認めるという混乱が起きている。
3人以上の打合せの場合のみ、議事録を作成するという内部規定を利用し、意図的に2人以下の打合せを行い、議事録作成を行わない抜け穴が指摘されている
。
公式ウェブサイトでは、なぜかストロンチウムを「ス卜口ンチウム」（トではなく卜、ロではなく口。漢字）と表記している箇所があり、ネットユーザー達より「検索避け」を疑われていた（2014年6月10日現在は修正されている）。また同様のものに、電力会社や政府・地方自治体の資料で「福島第ー」（漢数字の「一」でなく「ー」）、「原子カ」や「東京電カ」や「関西電カ」（漢字の「力」でなくカタカナの「カ」）、「木白崎」や「ネ白崎」（正しくは「柏崎」）などが見られる。これらについて三重大学教授の奥村晴彦は、文書にテキスト抽出禁止の保護設定がなされているため、検索エンジンがOCRによる読み取りをした際に誤変換したものとした上で、「わざわざテキスト抽出禁止するのは『検索避けの隠蔽工作』にまさに該当する」と批判している。
また2015年には、公文書管理法で義務化され、情報公開の検索に使われる公文書リストの作成が行われてこなかったことが明らかとなった。
2020年には、関西電力に対し求める原発の火山灰対策を決める委員会に向けての非公開の事前会議の場で、2案のうち1案を退ける方針を決めたのにもかかわらず、議事録を作成せず、参加者に配布した資料も回収・廃棄していたことが判明している。事前会議には更田豊志委員長らも出席しており、密室で指導案を排除した形であり、実質的に意思決定の場になっているとの批判も出ている。